# مارینکا

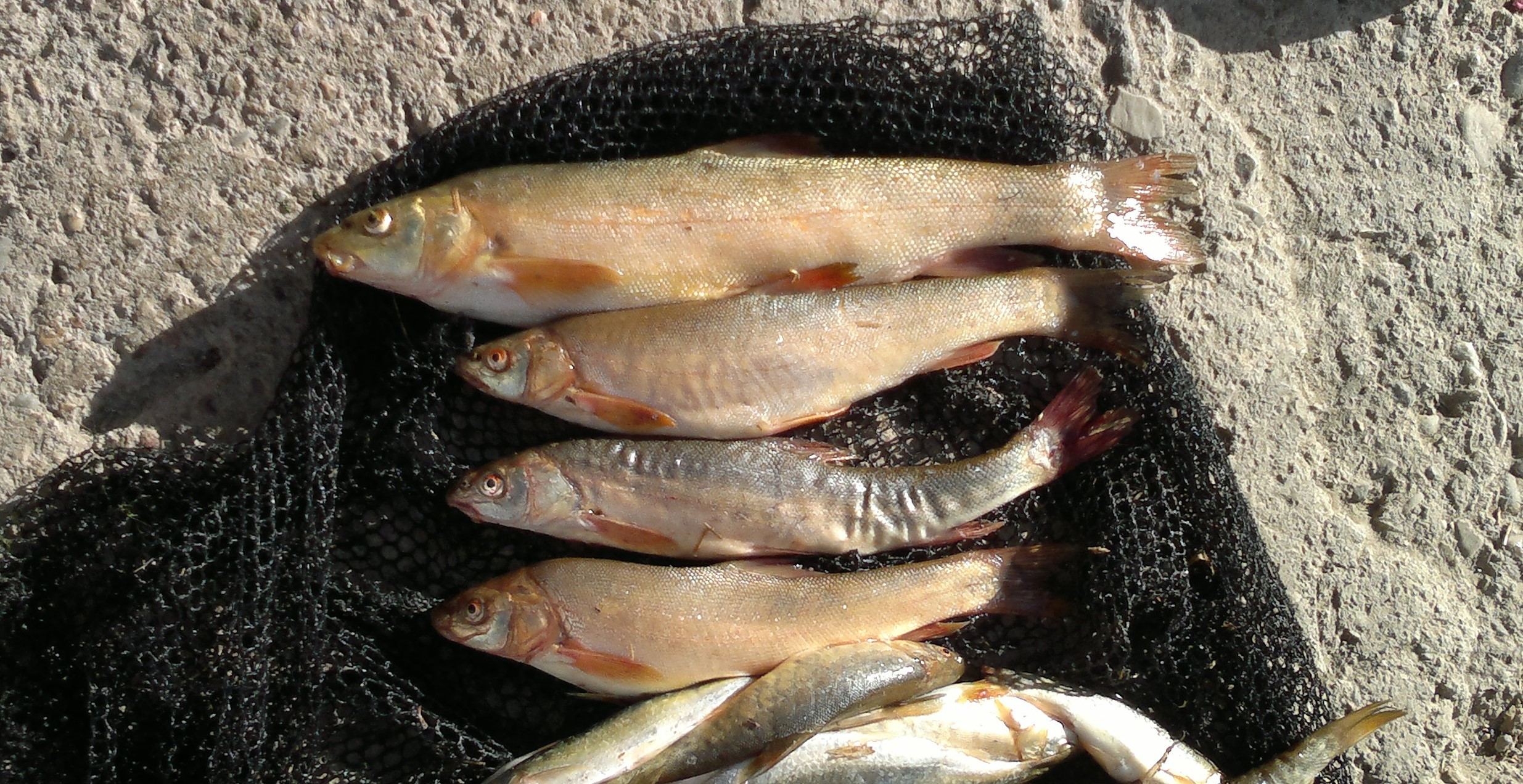
Schizothorax intermedius

مارینکا(نام علمی: Schizopyge curvifrons) نام یک گونه از تیره کپورماهیان است.